# Alfonso Ferrero La Marmora
Alfonso La Marmora ili Alfonso Ferrero La Marmora, Alfonso Lamarmora i Alfonso Ferrero, Cavaliere La Marmora, (Torino, 18. studenog 1804. — Firenza 5. siječnja 1878.), bio je talijanski političar i general.

## Životopis
Rođen je u Torinu u bogatoj plemićkoj obitelji: otac mu je bio markiz. Vojnu akademiju u Torinu završio je 1822.; i onda započinje vojnu karijeru, da bi na kraju postao general 1856. godine.
 Za Kraljevinu Sardiniju obnašao je dva puta dužnost ministra obrane u vladama 
Massima D'Azeglia i Camilla Cavoura.
La Mramora uvodi 1854. zakon, kojim se poboljšava kvaliteta vojnih trupa, osniva nove akademije za časnike, mijenja sistem regrutacije (tako da je bilo oko 60 000 vojnika više, no samo je četvrtina bila u aktivnoj službi), udvostučio je broj pješadijskih jedinica i ojačao laku konjicu na uštrb teške. Obnovio je i topništvo, zdravstvo i administrativni aparat, kao i logističke usluge.
Napušta službu ministra obrane 1855., jer je želio sudjelovati u Krimskom ratu. Bio je predsjednik vlade Kraljevine Sardinije od 19. srpnja 1859. do 21 siječnja 1860.
 U periodu neposredno poslije ujedinjenja Italije, bio je guverner Milana i prefekt Napulja.
Bio je član stranke "Povjesna desnica", i premijer i ministar vanjskih poslova Italije od 18. rujna 1864. do 20. srpnja 1866. Podnio je ostavku na tu dužnost da bi se borio za neovisnost Italije: no ovaj put je napravio nekoliko strategijskih grešaka koje su bile veliki poraz za Italiju. 
Iz političkog života povlači se 1870. godine. Umro je u Firenzi a sahranjen u Bielli, u crkvi sv. Sebastijana.